# Mikołaj z Wielkiego Chrząstowa Wierzbowski
Mikołaj z Wielkiego Chrząstowa Wierzbowski (ur. ok. 1586 w Gostkowie lub Wierzbowej, zm. 28 lipca 1639 w Szadku) – polski szlachcic wywodzący się z ziemi łęczyckiej.
"Zasłużony dla Rzeczypospolitej żołnierz", uczestnik: wojny polsko-szwedzkiej o Inflanty oraz wojny polsko-rosyjskiej i wyprawy moskiewskiej. Jego uczestnictwo w kampanii wołoskiej w 1600 r. przeciwko Michałowi Walecznemu pod dowództwem Jana Zamoyskiego jest dyskusyjne ze względu na młody wiek Mikołaja.
Wierna służba u boku króla Zygmunta III Wazy została hojnie przez niego wynagrodzona. W 1619 r. otrzymał awans na krzesło senatorskie jako kasztelan inowłodzki i pełnił tę funkcję do 1638 r. Na sejmie 1620 roku wyznaczony z Senatu do lustracji dóbr królewskich w Wielkopolsce. W 1626 r. był komisarzem rewizyjnym dla dóbr królewskich w województwie bracławskim, Podolu i Ukrainie.
Największa jednak nagroda z rąk królewskich spotkała Mikołaja w 1621 r., kiedy to król Zygmunt III zezwolił mu wspólnie z małżonką na cesję wakującego starostwa szadeckiego – jednej z większych i bogatszych królewszczyzn w środkowej Polsce. Starościńskie rządy Mikołaja Wierzbowskiego nie zapisały się dla historii Szadku pomyślnie. Toczył on bowiem ciągłe spory z mieszczanami, '"niespokojny, burzliwy, ustawicznie wiódł z miastem processy, które dopiero w 1636 r. ostateczny znalazły koniec; niemało musieli cierpieć i włościanie z Brzegu i Brodni, wsi, które nad Wartą z łaski królewskiej trzymał, bo nieraz chodzili się skarżyć do króla."
Przedmiotami sporów Mikołaj z mieszczanami był sposób wymierzania oddawanego przez nich staroście podatku, czy zmuszanie do korzystania z młyna starosty czy zmuszanie do robocizn, które nie były określone przywilejem dla  Szadku. Mikołaj skarżył się z kolei na mieszczan o bojkotowanie młyna królewskiego, nie naprawianie bruków miejskich, nie trzymanie straży nocnych czy pojemników z wodą potrzebnych do gaszenia ewentualnych pożarów w mieście. Sprawa zatargu odbiła się na jednym z sejmów, z którego wysłano komisję dla złagodzenia sporów. Także król Zygmunt w ostrych słowach napominał Mikołaja, aby "mieszkańców przedmieścia do robocizn nie przymuszał, nie ćwiczył ich rózgami i bydła zajętego nie przetrzymywał dla swej korzyści".
Około 1605 roku Mikołaj Wierzbowski ożenił się z Urszulą z Grudna, córką kasztelana nakielskiego Stefana Grudzińskiego i siostrą wojewody kaliskiego Zygmunta Grudzińskiego. Jest uznawany za budowniczego przyszłej potęgi rodu Wierzbowskich. Dzięki swojej pozycji na dworze królewskim i majątkowi zdobytemu poprzez wierną służbę zdołał zapewnić dzieciom wysokie urzędy państwowe i "położył fundamenty" dla dalszego wzrostu znaczenia domu Wierzbowskich w kraju.
Mikołaj Wierzbowski został pochowany w kościele pod wezwaniem Wniebowzięcia NMP i św. Jakuba Apostoła w Szadku, mieście, w którym prawie 20 lat był starostą. Ciało jego złożono w pobliżu wykonanego z czarnego marmuru ołtarza pod wezwaniem Świętych Aniołów Stróżów, który został ufundowany przez Wierzbowskich. Data fundacji i wezwanie ołtarza wskazuje, że został on ufundowany przez z
żonę Mikołaja – Urszulę przy miejscu spoczynku jej męża. W późniejszym okresie w pobliżu ołtarza spoczęły szczątki samej Urszuli z Grudna oraz wielu dzieci i innych potomków tego zasłużonego dla ojczyzny rodu. Napis na antepedium ołtarzowym brzmi:
Nicolaus de Magna Chrząstów Wierzbowski Castellanus Inovlodensis et Capitaneus Schadcoviensis et Ursula de Grudna Grudzińska Castellanissa Inovlod. Capit. Schadcoviensis hic quiescunt AD 1639 (Tu spoczywają Mikołaj z Wielkiego Chrząstowa Wierzbowski kasztelan inowłodzki i starosta szadkowski i Urszula z Grudna Grudzińska kasztelanowa inowłodzka i starościna szadkowska. Roku Pańskiego 1639).